# Sidamulyo
Sidamulyo is een bestuurslaag in het regentschap Kebumen van de provincie Midden-Java, Indonesië. Sidamulyo telt 1304 inwoners (volkstelling 2010).